# Soponya
Soponya è un comune dell'Ungheria di 2.077 abitanti (dati 2001). È situato nella contea di Fejér.